# José Mazzini
José Mazzini Chávez (9 de dezembro de 1909, data de morte desconhecida) foi um ciclista peruano que competiu em três eventos nos Jogos Olímpicos de Berlim 1936.